# Skjomen
Skjomen (nordsamisk: Skievvá) er en arm af Ofotfjorden i Narvik kommune i Nordland fylke i Norge. Fjorden har indløb mellem Einebærneset ved Skjomnes i øst og Krøkebærneset ved Vidrek i vest og går omkring 18 kilometer i retning syd-sydøst mod Elvegård i fjordbunden, hvor fjorarmen Sør-Skjomen fortsætter mod syd. Medregnet Sør-Skjomen er længden omtrent 25 kilometer.

## Skjomens geografi
Skjomen er omtrent 2,5 kilometer bred i indløbet før det brat smalner ind til ca. 500 meter ved Trong-Skjomneset, hvor Skjombroen krydser fjorden og det som kaldes Trong-Skjomen starter. Skjom- og Sandviktinden, begge over 1.500 meter, rager op over østsiden af fjorden. Fjordbunden ligger ved Elvegårdsfjellet hvor fjorden går over til dal. På vestsiden ligger Reintind i overgangen mellem Skjomen og Sørskjomen. Frostisen ligger langs østsiden af Sørskjomen. Elven Skjoma kommer fra Skjomdalen og har udløb i fjordbunden.
Dybden midt i fjorden er gennemgående på over 100 meter.
Naturforholdene er med til at danne et gunstig lokalt klima. Når sydøstlig vind presses ned fra fjeldene opstår fønvinde, som giver en pludselig og betydelig temperaturstigning.

## Bosætning
Den største bebyggelse langs Skjomen er Elvegård, som ligger i bunden af fjorden, med børne-og ungdomsskole, kirke og golfbane. Videre udover ligger der en række gårde langs østsiden: Aspevik, Berglund, Aspelund, Sandvika og Forså, gårdene mellem Karvenes og bebyggelsen Kongsbakk og Hesjevika.

På vestsiden ligger nogle gårde mellem Klubbvika og Kjerringneset som kun er mulig at nå med båd.
- Et helleristningsfelt ved Forselv med op mod  100 figurer indikerer, at der har været bosætning i området siden stenalderen.

- Traditionelt et område med en majoritetsbefolkning af søsamisk oprindelse. Folketællingen i 1701 registrerede søsamisk befolkning på «finnoldelgårdene» Forså, Sandvik, Laukvik, Klubvik, Sletjord, Tømmerås, Tømmervik og Elven (Elvegård). Denne samiske befolkning blev efterhånden, ifølge etnologen Knut Kolsrud, assimileret i den voksende norske bondebefolkning som kom fra Syd- og Midtnorge samt nabolandene på midten af 1800-tallet.

## Trafik
- Europavej E6 krydser i den ydre del af fjorden, ved Trong-Skjomneset, via den 711 meter lange Skjombroen.
- Fra Trong-Skjomneset går Fylkesve 761 mod syd langs østsiden af fjorden.
- Fra Elvegård går en kommunal vej langs Sør-Skjomen.
- Vej på østsiden mellem Klubbvika og Kjerringneset kan kun nås med båd.

- Fra 1938 gik der færge fra Skjærvika til Grindjord (E6) som blev erstattet da Skjombroen stod færdig i 1972.
- Skjomdalen Bilruter blev grundlagt af Kristian Grønvold, som ville ha bussrute mellem Skjomdalen og Narvik. 12. februar 1953 indgik selskabet i Ofotens Bilruter.
- Færgekajen i Kongsbakk stod færdig i 1951, og færgeforbindelsen til Grindjord gik mellem 1952 og 1963 da fylkesvejen stod færdig.